# Allsvenskan 2012
L'Allsvenskan 2012 è stata l'88ª edizione della massima serie del campionato svedese di calcio con la denominazione di Allsvenskan. I sorteggi per il calendario sono avvenuti il 12 dicembre 2011. La stagione è iniziata il 31 marzo 2012 e si è conclusa il 4 novembre 2012. L'Elfsborg ha vinto il titolo per la sesta volta.

## Formula
Le 16 squadre partecipanti si sono affrontate in un girone di andata e ritorno, per un totale di 30 giornate.

La squadra campione di Svezia ha il diritto di partecipare alla UEFA Champions League 2013-2014 partendo dal secondo turno di qualificazione.

La vincitrice della Svenska Cupen 2012-2013 e la seconda classificata del campionato sono ammesse alla UEFA Europa League 2013-2014 partendo dal secondo turno di qualificazione.

La terza classificata del campionato è ammessa alla UEFA Europa League 2013-2014 partendo dal primo turno di qualificazione.

La terzultima classificata gioca uno spareggio promozione/retrocessione contro la terza classificata della Superettan.

Le ultime due classificate sono retrocesse direttamente in Superettan.

## Squadre partecipanti
Le prime due classificate della Superettan 2011, Åtvidaberg e GIF Sundsvall, sono state promosse al posto delle retrocesse Trelleborg e Halmstad.
| Club           | Città       | Stadio                   | Posizione 2011     |
| -------------- | ----------- | ------------------------ | ------------------ |
| AIK            | Stoccolma   | Råsundastadion           | 2º posto           |
| Djurgården     | Stoccolma   | Olympiastadion           | 11º posto          |
| Elfsborg       | Borås       | Borås Arena              | 3º posto           |
| GAIS           | Göteborg    | Ullevi                   | 5º posto           |
| Gefle          | Gävle       | Strömvallen              | 9º posto           |
| GIF Sundsvall  | Sundsvall   | Norrporten Arena         | 2° in Superettan   |
| Helsingborg    | Helsingborg | Olympia                  | Campione di Svezia |
| Häcken         | Göteborg    | Rambergsvallen           | 6º posto           |
| IFK Göteborg   | Göteborg    | Ullevi                   | 7º posto           |
| IFK Norrköping | Norrköping  | Nya Parken               | 13º posto          |
| Kalmar         | Kalmar      | Guldfågeln Arena         | 8º posto           |
| Malmö FF       | Malmö       | Swedbank Stadion         | 4º posto           |
| Mjällby        | Mjällby     | Strandvallen             | 10º posto          |
| Syrianska      | Södertälje  | Södertälje Fotbollsarena | 14º posto          |
| Åtvidaberg     | Åtvidaberg  | Kopparvallen             | 1° in Superettan   |
| Örebro         | Örebro      | Behrn Arena              | 12º posto          |

### Allenatori
| Squadra       | Allenatore         | In carica da     |
| ------------- | ------------------ | ---------------- |
| AIK           | Andreas Alm        | 16 dicembre 2010 |
| Djurgården    | Magnus Pehrsson    | 3 maggio 2011    |
| Elfsborg      | Jörgen Lennartsson | 29 novembre 2011 |
| GAIS          | Benjamin Westman   | 3 ottobre 2012   |
| Gefle         | Per Olsson         | 28 dicembre 2004 |
| GIF Sundsvall | Sören Åkeby        | 2 ottobre 2008   |
| Häcken        | Peter Gerhardsson  | 20 novembre 2008 |
| Helsingborg   | Åge Hareide        | 14 giugno 2012   |

| Squadra        | Allenatore        | In carica da     |
| -------------- | ----------------- | ---------------- |
| IFK Göteborg   | Mikael Stahre     | 1º novembre 2011 |
| IFK Norrköping | Janne Andersson   | 1º dicembre 2010 |
| Kalmar         | Nanne Bergstrand  | ottobre 2002     |
| Malmö FF       | Rikard Norling    | 3 giugno 2011    |
| Mjällby        | Peter Swärdh      | 23 ottobre 2008  |
| Syrianska      | Özcan Melkemichel | 2005             |
| Åtvidaberg     | Andreas Thomsson  | 31 marzo 2010    |
| Örebro         | Per-Ola Ljung     | 8 giugno 2012    |

### Allenatori esonerati, dimessi e subentrati
| Squadra      | Allenatore/i uscente/i | Motivo                  | Vacante dal     | Posizione    | Nuovo allenatore   | Data incarico    |
| ------------ | ---------------------- | ----------------------- | --------------- | ------------ | ------------------ | ---------------- |
| IFK Göteborg | Jonas Olsson           | Fine contratto          | 31 ottobre 2011 | Pre-stagione | Mikael Stahre      | 1º novembre 2011 |
| Elfsborg     | Magnus Haglund         | Rescissione consensuale | 3 novembre 2011 | Pre-stagione | Jörgen Lennartsson | 29 novembre 2011 |
| Örebro       | Sixten Boström         | Esonero                 | 8 giugno 2012   | 16º posto    | Per-Ola Ljung      | 8 giugno 2012    |
| Helsingborg  | Conny Karlsson         | Dimissioni              | 14 giugno 2012  | 5º posto     | Åge Hareide        | 14 giugno 2012   |
| GAIS         | Alexander Axén         | Dimissioni              | 22 luglio 2012  | 15º posto    | Jan Mak            | 31 luglio 2012   |
| GAIS         | Jan Mak                | Dimissioni              | 2 ottobre 2012  | 16º posto    | Benjamin Westman   | 3 ottobre 2012   |

## Classifica
|                   | Pos. | Squadra        | Pt | G  | V  | N  | P  | GF | GS | DR  |
| ----------------- | ---- | -------------- | -- | -- | -- | -- | -- | -- | -- | --- |
| Svezia (bandiera) | 1.   | Elfsborg       | 59 | 30 | 18 | 5  | 7  | 48 | 29 | +19 |
|                   | 2.   | Häcken         | 57 | 30 | 17 | 6  | 7  | 67 | 36 | +31 |
|                   | 3.   | Malmö FF       | 56 | 30 | 16 | 8  | 6  | 49 | 33 | +16 |
|                   | 4.   | AIK            | 55 | 30 | 15 | 10 | 5  | 41 | 27 | +14 |
|                   | 5.   | IFK Norrköping | 52 | 30 | 15 | 7  | 8  | 50 | 43 | +7  |
|                   | 6.   | Helsingborg    | 50 | 30 | 13 | 11 | 6  | 52 | 33 | +19 |
|                   | 7.   | IFK Göteborg   | 39 | 30 | 9  | 12 | 9  | 36 | 41 | -5  |
|                   | 8.   | Åtvidaberg     | 37 | 30 | 9  | 10 | 11 | 48 | 48 | 0   |
|                   | 9.   | Djurgården     | 37 | 30 | 8  | 13 | 9  | 37 | 40 | -3  |
|                   | 10.  | Kalmar         | 37 | 30 | 10 | 7  | 13 | 36 | 45 | -9  |
|                   | 11.  | Gefle          | 36 | 30 | 9  | 9  | 12 | 26 | 37 | -11 |
|                   | 12.  | Mjällby        | 34 | 30 | 8  | 10 | 12 | 33 | 39 | -6  |
|                   | 13.  | Syrianska      | 34 | 30 | 9  | 7  | 14 | 35 | 45 | -10 |
|                   | 14.  | GIF Sundsvall  | 29 | 30 | 6  | 11 | 13 | 35 | 46 | -11 |
|                   | 15.  | Örebro         | 24 | 30 | 5  | 9  | 16 | 32 | 46 | -14 |
|                   | 16.  | GAIS           | 12 | 30 | 1  | 9  | 20 | 24 | 61 | -37 |

Legenda:

      Campione di Svezia e ammessa in UEFA Champions League 2013-2014

      Ammesse in UEFA Europa League 2013-2014

      Spareggio salvezza-promozione

      Retrocesse in Superettan 2013

## Risultati
|               | AIK  | Åtv  | Dju  | Elf  | GAI  | Gef  | Göt  | Häc  | Hel  | Kal  | Mal  | Mjä  | Nor  | Öre  | Sun  | Syr  |
| ------------- | ---- | ---- | ---- | ---- | ---- | ---- | ---- | ---- | ---- | ---- | ---- | ---- | ---- | ---- | ---- | ---- |
| AIK           | –––– | 1-0  | 1-1  | 1-1  | 1-0  | 0-1  | 1-1  | 3-1  | 2-1  | 1-2  | 2-0  | 0-0  | 5-2  | 3-0  | 1-1  | 1-1  |
| Åtvidaberg    | 2-0  | –––– | 2-1  | 5-1  | 2-1  | 6-1  | 1-2  | 0-3  | 1-2  | 3-0  | 0-1  | 0-0  | 1-1  | 1-1  | 2-2  | 1-0  |
| Djurgården    | 0-3  | 1-1  | –––– | 0-0  | 3-0  | 1-1  | 3-2  | 0-3  | 3-1  | 1-1  | 2-3  | 0-1  | 1-1  | 2-1  | 1-0  | 1-1  |
| Elfsborg      | 1-0  | 1-1  | 2-1  | –––– | 2-1  | 2-0  | 1-0  | 2-0  | 2-1  | 3-0  | 4-1  | 0-0  | 2-0  | 1-0  | 0-0  | 1-0  |
| GAIS          | 0-1  | 2-2  | 0-0  | 1-2  | –––– | 2-3  | 1-1  | 0-0  | 1-3  | 1-2  | 2-3  | 2-2  | 2-0  | 0-1  | 1-2  | 1-4  |
| Gefle         | 0-1  | 1-2  | 0-1  | 1-2  | 0-0  | –––– | 5-0  | 0-2  | 2-2  | 0-0  | 0-2  | 1-0  | 0-2  | 2-1  | 0-0  | 1-1  |
| IFK Göteborg  | 0-1  | 2-1  | 1-0  | 2-1  | 0-0  | 1-1  | –––– | 1-1  | 1-1  | 1-1  | 2-2  | 4-2  | 1-2  | 2-2  | 2-0  | 1-0  |
| Häcken        | 1-1  | 5-2  | 1-1  | 4-2  | 3-1  | 3-0  | 1-2  | –––– | 2-2  | 1-2  | 5-0  | 4-2  | 6-0  | 2-1  | 1-2  | 5-1  |
| Helsingborg   | 0-0  | 3-0  | 1-1  | 2-1  | 1-1  | 4-1  | 2-0  | 3-2  | –––– | 7-2  | 1-1  | 1-1  | 1-2  | 1-1  | 4-0  | 1-0  |
| Kalmar        | 1-2  | 2-0  | 2-2  | 2-1  | 2-2  | 0-1  | 3-0  | 3-1  | 1-1  | –––– | 1-2  | 1-2  | 0-2  | 1-2  | 1-1  | 3-0  |
| Malmö FF      | 4-0  | 2-1  | 3-1  | 1-0  | 2-0  | 0-0  | 1-2  | 0-0  | 3-0  | 2-0  | –––– | 1-1  | 2-0  | 1-1  | 2-0  | 2-0  |
| Mjällby       | 0-1  | 2-0  | 4-3  | 2-3  | 4-0  | 0-0  | 1-1  | 1-2  | 0-2  | 1-0  | 2-2  | –––– | 0-2  | 0-0  | 1-0  | 0-2  |
| Norrköping    | 2-2  | 2-2  | 1-1  | 2-1  | 7-2  | 0-1  | 0-0  | 1-2  | 1-0  | 2-1  | 3-2  | 2-1  | –––– | 3-0  | 2-2  | 1-4  |
| Örebro        | 2-2  | 3-4  | 2-3  | 0-2  | 4-0  | 1-2  | 1-0  | 1-2  | 0-0  | 0-1  | 2-1  | 0-1  | 0-1  | –––– | 2-2  | 0-1  |
| GIF Sundsvall | 2-3  | 3-3  | 0-1  | 0-3  | 2-0  | 0-1  | 3-3  | 1-2  | 0-1  | 0-1  | 1-1  | 3-1  | 0-4  | 3-1  | –––– | 4-0  |
| Syrianska     | 0-1  | 2-2  | 1-1  | 1-4  | 2-0  | 1-0  | 2-1  | 1-2  | 1-3  | 3-0  | 0-2  | 2-1  | 1-2  | 2-2  | 1-1  | –––– |

## Spareggio salvezza/promozione
Nello spareggio salvezza/promozione si affrontano la squadra classificata al 14º posto in Allsvenskan (GIF Sundsvall) e la squadra classificata al 3º posto in Superettan (Halmstad).
| Arbitro: | Jonas Eriksson (Sigtuna) |

|                                           |           |  |
| Magyar 59’ Steindórsson 62’ Antonsson 72’ | Marcatori |  |

| Arbitro: | Martin Hansson (Holmsjö) |

|                                                   |           |                                                   |
| Helg 29’ Holster 42’ Lundberg 76’ (aut.) Helg 81’ | Marcatori | 33’ (rig.) Steindórsson 68’ Baldvinsson 78’ Boman |

L'Halmstad ottiene la promozione in Allsvenskan.

## Verdetti finali
- Elfsborg campione di Svezia 2012 e ammesso alla UEFA Champions League 2013-2014.
- Häcken e Malmö FF ammessi alla UEFA Europa League 2013-2014.
- Örebro, GAIS e GIF Sundsvall (dopo gli spareggi) retrocessi in Superettan 2013.

## Statistiche

### Individuali

#### Classifica marcatori[12]
| Gol | Rigori |  | Giocatore          | Squadra                        |
| --- | ------ |  | ------------------ | ------------------------------ |
| 23  | 1      |  | Waris Majeed       | Häcken                         |
| 17  |        |  | Gunnar Þorvaldsson | IFK Norrköping                 |
| 15  |        |  | Viktor Prodell     | Åtvidaberg                     |
| 14  |        |  | Abiola Dauda       | Kalmar                         |
| 13  | 1      |  | Erton Fejzullahu   | Mjällby (6), Djurgården (7)    |
| 13  |        |  | Pär Ericsson       | Mjällby                        |
| 12  |        |  | Alfreð Finnbogason | Helsingborg                    |
| 12  | 3      |  | René Makondele     | Häcken                         |
| 11  | 2      |  | Magnus Eriksson    | Åtvidaberg                     |
| 10  | 1      |  | Nikola Đurđić      | Helsingborg                    |
| 10  | 1      |  | Mathias Ranégie    | Malmö FF                       |
| 9   |        |  | Jakob Orlov        | Gefle                          |
| 9   | 1      |  | Shpëtim Hasani     | IFK Norrköping (5), Örebro (4) |